# Luna (Hiszpania)
Luna – gmina w Hiszpanii, w prowincji Saragossa, w Aragonii, o powierzchni 308,92 km². W 2011 roku gmina liczyła 825 mieszkańców.